# 近藤直也
近藤直也（1983年10月3日—），已退役日本足球運動員，司職後衛，前日本國家足球隊成員。

## 俱樂部生涯
出身于柏雷素尔青训， 2002年升入一线队， 2016年转会千叶市原， 2018赛季日乙联赛出场37次进2球。
东京绿茵官方宣布，千叶市原中卫近藤直也正式转会加盟。
东京绿茵12日公布了2019赛季队长和副队长人选，队长由从千叶市原转会加盟的后卫近藤直也担任。

## 外部連結
- National Football Teams
- 近藤直也 – FIFA國際賽競賽紀錄 (存檔)
- Japan National Football Team Database （页面存档备份，存于）
- Soccerway資料庫：近藤直也
- 日本職業足球聯賽中的近藤直也 （日語）
- Profile at JEF United Chiba （页面存档备份，存于）